# Compagni fratelli Cervi
Compagni fratelli Cervi è un canto partigiano, le parole furono composte dai partigiani del distaccamento "Fratelli Cervi", operante nella provincia di Reggio Emilia. La melodia ricorda la canzone irredentista Dalmazia . Tra i vari interpreti va ricordata Giovanna Daffini.